# Symphonia globulifera
Symphonia globulifera är en tvåhjärtbladig växtart som beskrevs av Carl von Linné d.y.. Symphonia globulifera ingår i släktet Symphonia och familjen Clusiaceae. Utöver nominatformen finns också underarten S. g. angustifolia.